# أكثر شعبية من يسوع

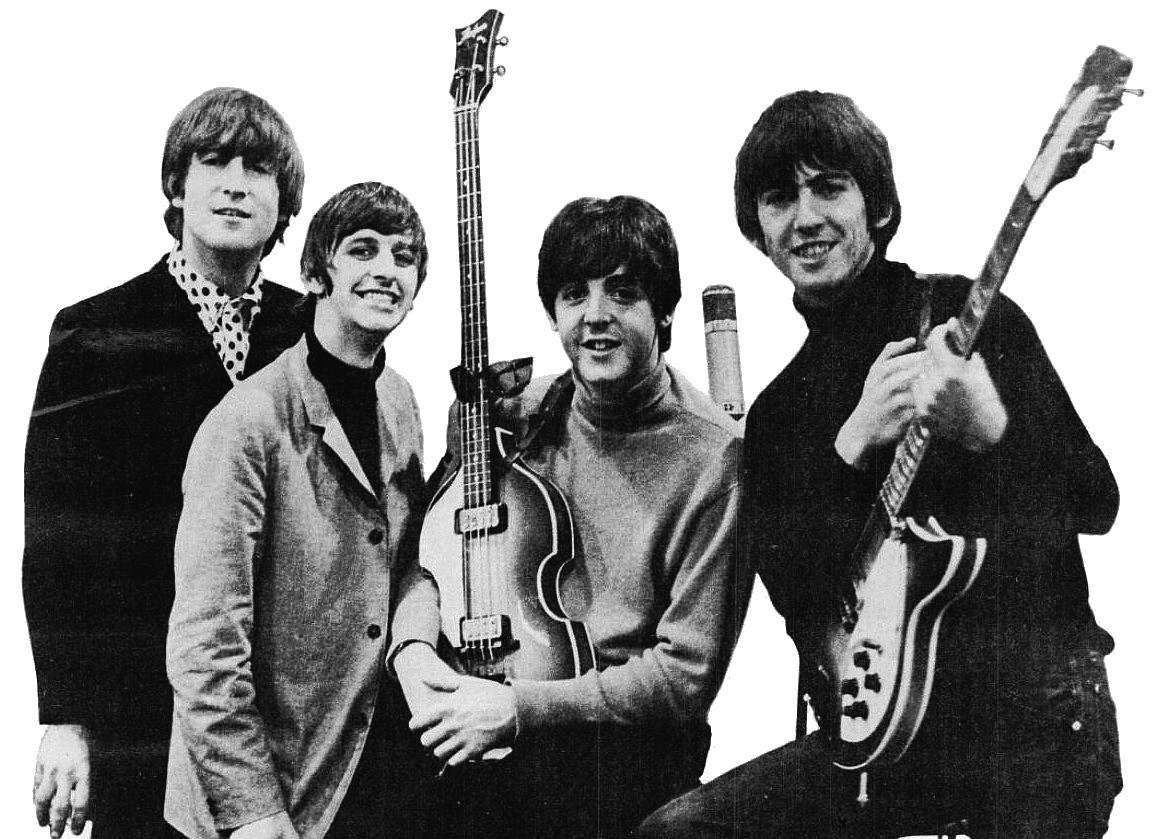
جون لينون (أقصى اليسار) مع البيتلز، 1965.

أكثر شعبية من يسوع كان جزء من ملاحظة أطول من قبل جون لينون من فرقة البيتلز خلال مقابلة عام 1966، حيث جادل بأن الديانة المسيحية ستنتهي، ربما قبل موسيقى الروك. لم تجر آراؤه أي جدل عندما نشرت في الأصل في المملكة المتحدة، ولكن اندلعت ردود فعل غاضبة في المجتمعات المسيحية عندما أعيد نشر التعليق في الولايات المتحدة بعد خمسة أشهر. حيث قال:
جاء هذا التصريح من مقابلة أجرتها الصحفية مورين كليف، التي أدرجتها في مقال نشر في مارس من عام 1966 في جريدة «ذا إفنينغ ستاندرت» في لندن، والتي لم تثر ردود فعل عامة في ذلك الوقت. عندما فامت مجلة ديتبوك الأمريكية للمراهقين، في نشر تعليقات جون لينون بعد خمسة أشهر في أغسطس، اندلعت احتجاجات مكثفة في الولايات المتحدة، ولا سيما عبر مناطق الحزام الإنجيلي. وأشعلت الكنائس النار في اسطوانات البيتلز، كما وصلت جون مئات رسائل الغضب من الناس مطالبين بالاعتذار والتراجع عن هذا التصريح. وتوقفت بعض المحطات الإذاعية عن تشغيل أغاني البيتلز، وتم حرق سجلاتها علناً، وتم إلغاء المؤتمرات الصحفية، والتهديد. تزامن الجدل مع جولة الفرقة في الولايات المتحدة الأمريكية في أغسطس من عام 1966، وحاول كل من لينون وبراين إيبشتاين إخماد النزاع من خلال سلسلة من المؤتمرات الصحفية. وشهدت بعض الفعاليات السياحية اضطرابات وترويعًا، بما في ذلك اعتصام من قِبل كو كلوكس كلان. وسرعان ما انتشر الجدل إلى ما وراء حدود الولايات المتحدة. في المكسيك كانت هناك مظاهرات ضد الفرقة في العاصمة مدينة مكسيكو، واتخذت عدد من البلدان، بما في ذلك جنوب أفريقيا وإسبانيا، قرارًا بحظر موسيقى البيتلز على المحطات الإذاعية الوطنية. وأصدر الفاتيكان استنكارًا علنيًا لتعليقات لينون.
بعد وقت قصير من اندلاع الجدل، اعتذر لينون عن التعليق، قائلاً «إذا قلت إن التلفزيون كان أكثر شعبية من يسوع، لربما أفلتت منه». وشدّد على أنه كان يعلق ببساطة على الطريقة التي ينظر بها الآخرون إلى الفرقة وشعبيتها. ساهمت هذه الأحداث في عدم اهتمام البيتلز بالعروض الحية العامة، وكانت جولة الولايات المتحدة هي آخر جولة قاموا بها، وبعد ذلك أصبحوا فرقة موسيقية فقط.

## خلفية

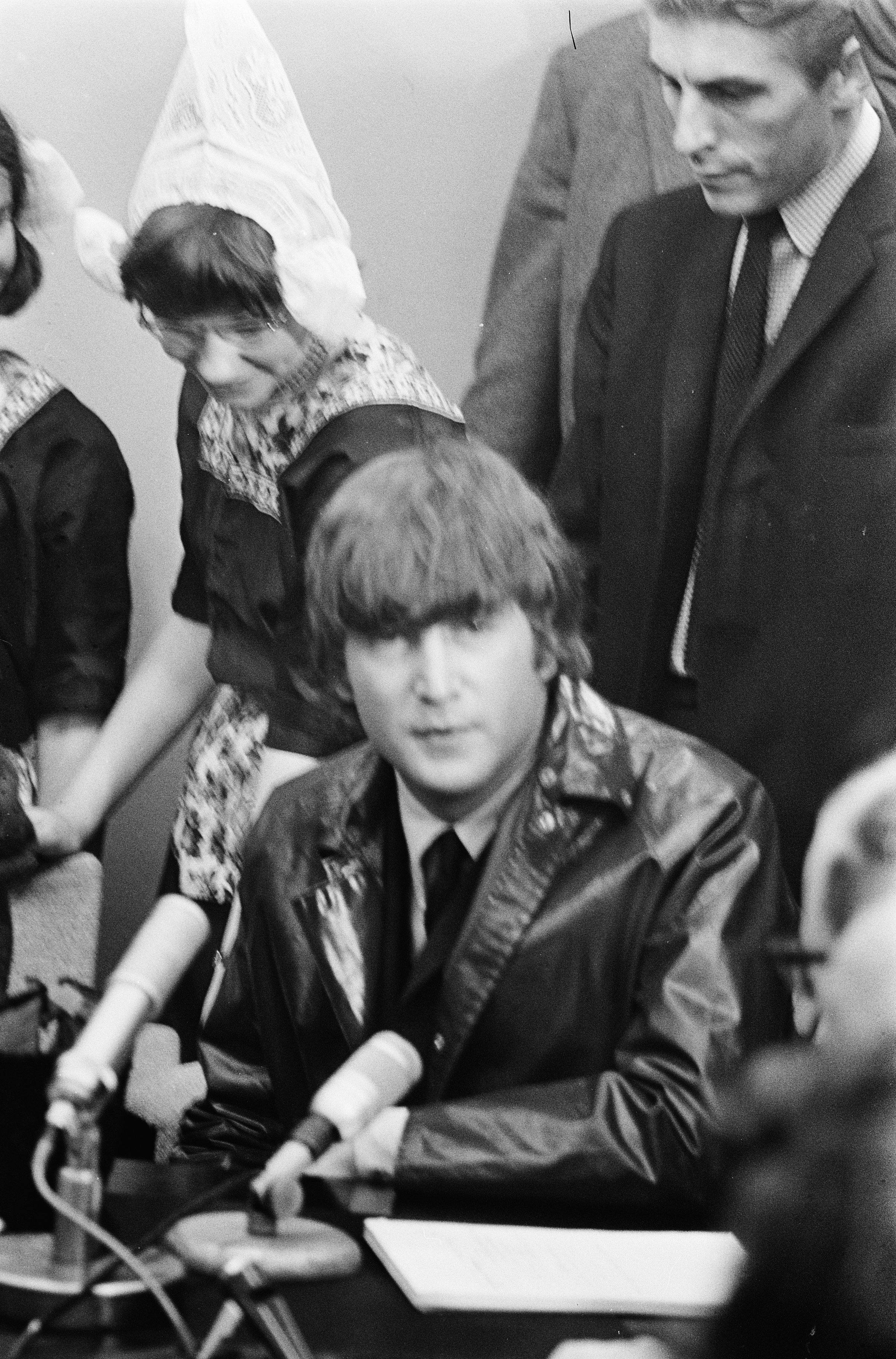
لينون خلال مؤتمر صحفي في يونيو عام 1964.

في مارس من عام 1966، أقامت صحيفة «ذا إفنينغ ستاندرت» في لندن سلسلة أسبوعية من المقالات بعنوان «كيف تعيش فرقة البيتلز؟»، والتي ظهرت في الترتيب الزمني لكل جون لينون، ورينغو ستار، وجورج هاريسون وبول مكارتني. وكتبت المقالات الصحفية مورين كليف، والتي كانت تعرف المجموعة جيدًا وأجرت مقابلات معها بشكل منتظم منذ بداية شعبية موجة البيتلز في المملكة المتحدة. وقبل ثلاث سنوات، وصفتها بأنها «عزيزة ميرسيسايد»، ورافقتهم على متن الطائرة في أول جولة لهم في الولايات المتحدة في فبراير من عام 1964. وبالنسبة لسلسلة أنماط حياتها في مارس 1966، اختارت إجراء المقابلة مع الفرقة بشكل فردي، وليس معًا، كما كانت القاعدة.
أجرت مورين كليف المقابلة مع لينون في 4 مارس من عام 1966 في منزله الواقع في كينوود في وايبريدج، ووجدت صليباً بالحجم الكامل، وزي غوريلا، وبدلة للدروع من القرون الوسطى، ومكتبة منظمة بشكل جيد، مع أعمال أدبية لكل من ألفريد تنيسون، وجوناثان سويفت، وأوسكار وايلد، وجورج أورويل، وألدوس هكسلي، ومؤامرة عيد الفصح اليهودي من قبل هيو جي شونفيلد، والتي أثرت على أفكار لينون حول المسيحية. وذكر مقال كليف أن لينون كان «يقرأ على نطاق واسع عن الدين»، ونقلت تعليق أدلى به:
نشرت مقابلة كليف مع لينون في مساء من مارس من عام 1966 ولم تثر التعليقات أي رد فعل عام في المملكة المتحدة. وكان عقد 1960 بداية لحقبة لتراجع التردد على الكنيسة في المملكة المتحدة، ولم تكن سراً عن محاولة الكنائس المسيحية في البلاد لتحويل صورتها إلى شيء أكثر ملاءمة إلى العصر الحديث. وكتب المؤرخ الموسيقي جوناثان غولد: «كان الكوميديون يسخرون يومياً لمحاولات الكنيسة اليائسة بشكل متزايد لجعل نفسها تبدو أكثر ملاءمةً». وفي عام 1963، قام الأسقف الأنجليكاني في ولويتش، جون روبنسون بنشر كتابًا مثيرًا للجدل ولكنه شائع، تحت عنوان «صريحًا إلى الله»، يحث فيه الأمة على رفض تعاليم الكنيسة التقليدية بشأن الأخلاق ومفهوم «الله» باعتباره «رجلًا عجوزًا في السماء»، وبدلاً من ذلك احتضان أخلاقًا عالمية للحب. وأوضح كتاب بريان ر. ويلسون الذي نشر في عام 1966 بعنوان «الدين في المجتمع العلماني» أن تزايد العلمانية أدى إلى التخلي عن قيم الكنائس البريطانية. ومع ذلك، كان الوضع في الولايات المتحدة مختلفاً، حيث ظلت الكنائس ذات شعبية كبيرة.
حصل كل من جورج هاريسون وبول مكارتني على سر المعمودية في الكنيسة الرومانية الكاثوليكية، ولكن قاموا بالارتداد عن المسيحية لاحقاً. في بداية موجة البيتلز، اتصلت الفرقة مع القس ونالد جيبونز، والذي قال للصحفيين أن نسخة البيتلز من "O Come ، All Ye Faithful" قد توفر كنيسة إنجلترا «لقطة في الذراع التي تحتاجها».

## الردود في الولايات المتحدة
في اليوم التالي من ظهور مقالة كليف في «ذا إفنينغ ستاندرت»، عرض ضابط الصحافة في فرقة البيتلز توني بارو على مجلة ديتبوك، وهي مجلة أمريكية للمراهقين، الحقوق في نشر المقابلات الأربعة. وأعتقد بارو أن المقابلات كانت مهمة لإظهار أن المشجعين لفرقة البيتلز كانوا يتقدمون إلى ما وراء موسيقى البوب البسيطة وينتجون عملاً أكثر تحديًا من الناحية الفكرية. بما أن ديتبوك كانت مجلة تقدمية اجتماعياً وتناولت مواضيع مثل التعارف بين الأعراق وتقنين الماريجوانا، بدا وكأنها وسيلة مناسبة لنقل هذه المعلومات.
ظهرت تصريحات لينون في مقالة نشرت في3 يوليو في «مجلة نيويورك تايمز» ولم تثر أي رد فعل. وفي أواخر يوليو، عندما أعادت ديتبوك نشر المقابلات، وضع المحرر اقتباس لينون «أنا لا أعرف من سيذهب أولًا؛ موسيقى الروك آند رول أم المسيحية!» على الغلاف. أيضاً كان على الغلاف اقتباس لبول مكارتني فيما يتعلق بالولايات المتحدة: «إنه بلد رديء حيث أن أي شخص أسود هو زنجي قذر!». وفي برمنغهام في ألاباما، ذكر الدي جي تومي تشارلز تصريحات لينون مع زميله دوج لايتون في إذاعة وايكي، وكان غاضباً على الفور، وقال: «... لن ألعب البيتلز بعد الآن». وسأل تشارلز ولايتون عن آراء المستمعين حول تعليق لينون وكان الرد سلبياً للغاية. وصرّح تشارلز في وقت لاحق: «لقد شعرنا أنه السخف ومدنس وأنه يجب القيام بشيئاً لإظهار أنهم لا يستطيعون الإفلات من هذا النوع من الأشياء». وقد استمع آل بن، والذي كان مدير المكتب في وكالة يونايتد برس إنترناشيونال، إلى عرض وايكي وقدم على الفور تقريرًا إخباريًا في مدينة نيويورك، وبلغ ذروته في خبر رئيسي في صحيفة نيويورك تايمز في 5 أغسطس. وإتبعت أكثر من عشرين محطة إذاعة أخرى عدم تشغيل أغاني البيلتز. وذهبت بعض المحطات في الجنوب العميق إلى أبعد من ذلك، من خلال تنظيم مظاهرات تم حرق سجلات البيتلز علناً، وجذب جحافل من المراهقين للحرق علناً سجلات البيتلز وتذكارات أخرى.
كان إبشتاين قلقًا للغاية من ردود الفعل وقام بالتفكير بإلغاء جولة الفرقة الولايات المتحدة، معتقداً أنهم سوف يتعرضون للأذى الجسيم بطريقة ما. ثم سافر إلى الولايات المتحدة وعقد مؤتمراً صحفياً في مدينة نيويورك، حيث انتقد علناً مجلة ديتبوك، قائلاً إن المجلة أخذت كلمات لينون خارج السياق، وأعرب عن أسفه نيابةً عن الفرقة بأن «الأشخاص الذين لديهم معتقدات دينية معينة تم الإساءة إليهم بأي شكل من الأشكال». ولم تكن جهود إبشتاين ذات تأثير يذكر، حيث سرعان ما انتشر الجدل إلى ما وراء حدود الولايات المتحدة. في المكسيك كانت هناك مظاهرات ضد الفرقة في العاصمة مدينة مكسيكو، واتخذت عدد من البلدان، بما في ذلك جنوب أفريقيا وإسبانيا، قرارًا بحظر موسيقى البيتلز على المحطات الإذاعية الوطنية. وأصدر الفاتيكان استنكارًا علنيًا لتعليقات لينون.
غادر فريق البيتلز من أجل جولتهم في الولايات المتحدة في 11 أغسطس من عام 1966. وفقاً لزوجة لينون، سينثيا، كان لينون متوتراً وغاضباً لدرجة أنه جعل الناس غاضبين ببساطة من خلال التعبير عن رأيه. وأقام البيتلز مؤتمراً صحفياً في شيكاغو. ولم تكن في نية لينون الاعتذار، ولكن ضغط عليه من قبل إبشتاين وتوني بارو على الاعتذار. وقال لينون: «لو قلت إن التلفزيون كان أكثر شعبية من يسوع، لربما أفلتت من ذلك»، ولكنه شدد على أنه كان يعلق ببساطة على الطريقة التي ينظر بها الآخرون إلى الفرقة وشعبيتها. وقد وصف إيمانه بالله من خلال اقتباسه عن أسقف ولويتش قائلاً: «ليس كرجل عجوز في السماء. أعتقد أن ما يدعونه الله هو شيء فينا جميعًا». وقال أنه لم يكن يقارن نفسه مع المسيح، وأنه كان يحاول أن يفسر تراجع المسيحية في المملكة المتحدة. ومع الضغوط على الاعتذار من قبل أحد الصحفيين، قال: «إذا كنت تريدني أن أعتذر، وإذا كان ذلك سيجعلك سعيدًا، فعندئذ، حسناً، أنا آسف».

## ما بعد الضجة
سئل لينون عن الجدل خلال رحلة إلى كندا في عام 1969. وكرر رأيه بأن فرقة البيتلز كانت أكثر تأثيراً على الشباب من المسيح، مضيفًا أن بعض رجال الدين المسيحيين قد اتفقوا معه. ودعا المتظاهرين في الولايات المتحدة «بالمسيحيين الفاشيين»، قائلاً إنه «كان معجباً كبيرًا جدًا على المسيح. لطالما حلمت به. كان على حق». وفي عام 1978، شكر يسوع على نهاية جولة البيتلز، قائلاً «إذا لم أكن قد قلت [ذلك] وأزعج المسيحي كو كلوكس كلان، حسناً، يا رب، ربما أكون هناك مع جميع العروض لعرض أداء آخر! الله يبارك أمريكا. شكرا لك، يسوع».
في عام 1993، كتب مايكل ميدفيد في صحيفة الصنداي تايمز «اليوم، تعليقات مثل تعليقات لينون لا يمكن أبداً أن تسبب الجدل؛ المواقف المزدرية للدين هي متوقعة من مؤدي البوب السائد». وفي عام 1997، ادعى ناول غلاغر أنَّ فرقته أوايزيس «أكبر من الله»، لكن رد الفعل كان ضئيلاً.
في مقال صدر في عام 2008 بمناسبة الذكرى الأربعين لألبوم البيتلز المزدوج والمعروف أيضًا باسم «الألبوم الأبيض»، أصدرت صحيفة الفاتيكان، المراقب الروماني، بياناً أعلنت في افتتاحيّة أنّ الملامة في هذا التصريح تقع على عاتق شهرة الفرقة المتصاعدة في ذلك الحين، وأنّها نتيجة تخبّط شاب بشهرته «غير المتوقّعة»:
ورداً على البيان، قال رينغو ستار «ألم يقل الفاتيكان أننا ربما شيطانيون، وما زالوا يغفروننا؟ أعتقد أن الفاتيكان لديه ما يتحدث به أكثر من فرقة البيتلز». وفي 14 أبريل من عام 2010، ردت صحيفة المراقب الروماني على تصريحات ستار، مشيرة إلى أن «جون لينون لم يكن بحاجة إلى مغفرة من الفاتيكان، وأعاد المراقب الروماني طبع مقالها لعام 1966 حول تعليقات جون لينون. وقد أشارت مقالة المراقب الروماني لعام 1966 إلى اعتذار لينون عن تعليقاته، وانتقده من قبل عضو فريق البيتلز بول مكارتني». وفي عام 2010، قال ستار إنه وجد الآن دينًا، وأضاف«بالنسبة لي، الله في حياتي ... أعتقد أن البحث منذ الستينات».
في عام 2012، قارنت مدونة هيوستن للصحافة الموسيقية عدة جوانب من وسائل الإعلام الشعبية وخلصت إلى أن يسوع أكثر شعبية من فرقة البيتلز. وفي عام 2015، ذكرت صحفية «ذا ستار الفلبينية» بعد نصف قرن تقريبًا، أن بيان لينون أثبت على أنه خاطئًا، وأفادت الصحيفة بأن «موسيقى الروك ميتة لكن المسيحية توسعت مع الكاثوليكية التي شهدت نمواً استثنائياً من خلال قيادة البابا فرانسيس».